# سوسانا سيمون
سوسانا سيمون (بالألمانية: Susanna Simon )‏ (و. 1968  م) هي ممثلة ألمانية، ولدت في ألماتي.

## وصلات خارجية
- سوسانا سيمون على موقع IMDb (الإنجليزية)
- سوسانا سيمون على موقع ألو سيني (الفرنسية)
- سوسانا سيمون على موقع ميوزك برينز (الإنجليزية)
- سوسانا سيمون على موقع أول موفي (الإنجليزية)
- سوسانا سيمون على موقع قاعدة بيانات الأفلام السويدية (السويدية)
- سوسانا سيمون على موقع قاعدة بيانات الفيلم (الإنجليزية)
- سوسانا سيمون على موقع كينوبويسك (الروسية)